# Ан-70
Ан-70 — середньомагістральний вантажний військово-транспортний літак розробки ДП «Антонов». Літак призначений для заміни морально та фізично застарілого Ан-12.
Має аеродинамічну схему чотиримоторного гвинтовентиляторного турбогвинтового високоплану з однокільовим оперенням та хвостовим вантажним люком.
Як було оголошено 14 серпня 2009 розробником літака АНТК ім. Антонова, завершення будівництва перших серійних АН-70 заплановано на 2012 р. Замовником двох машин стало Міністерство оборони України. Прийнятий на озброєння Збройних Сил України 19 січня 2015 р.

## Історія створення

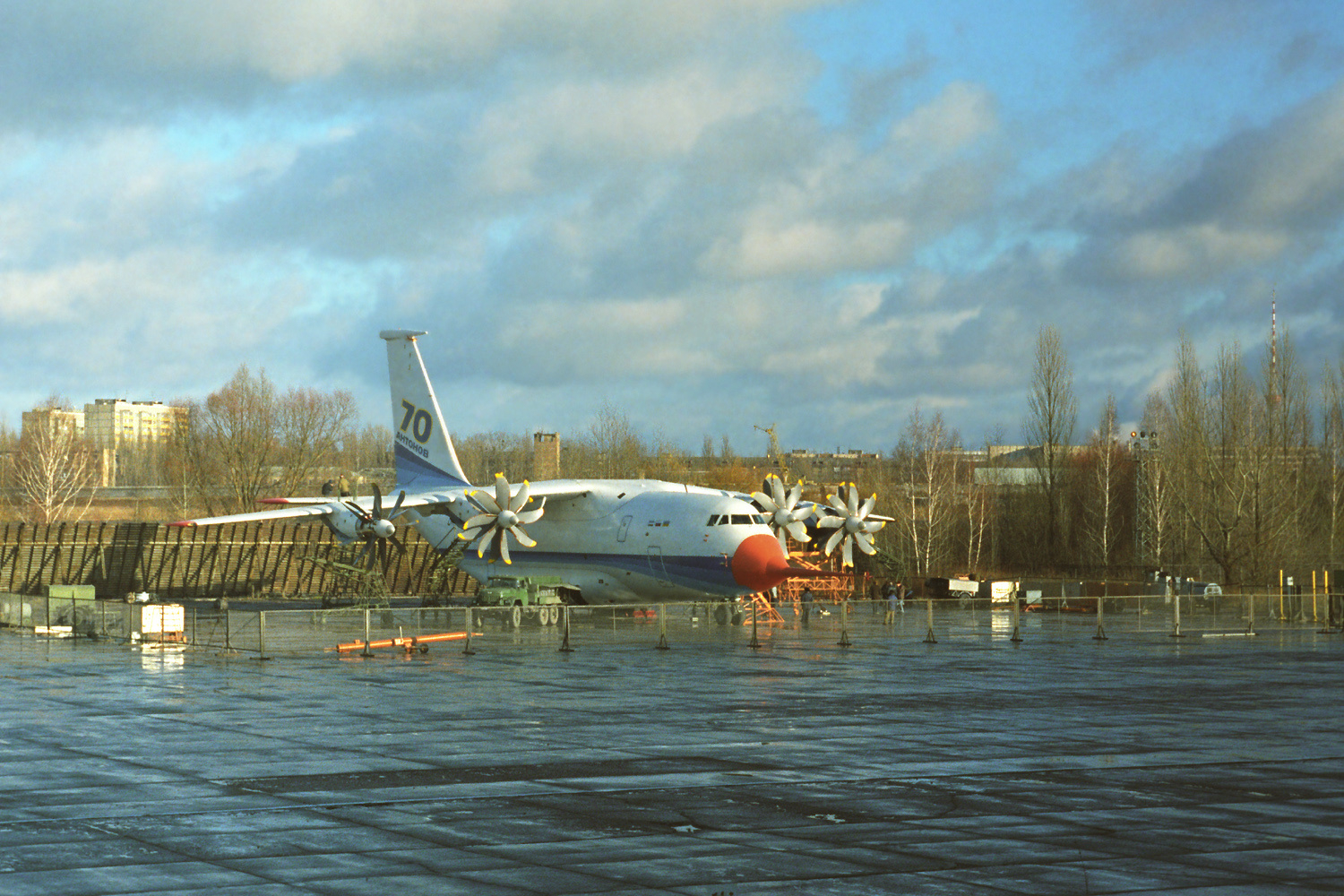
Перший прототип Ан-70 (1994 рік)

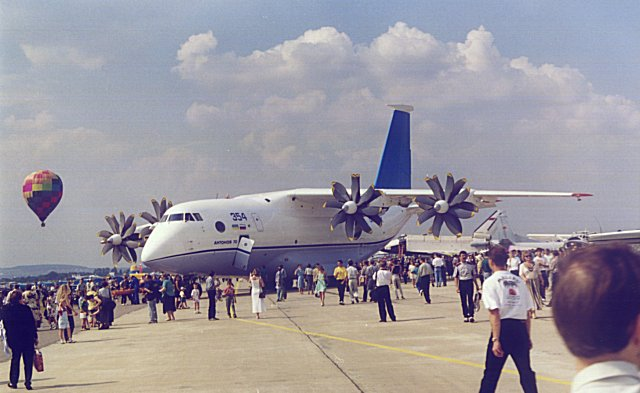
Другий прототип Ан-70 (реєстраційний код UR-NTK) на виставці МАКС-97

Розробка нового середньомагістрального військово-транспортного літака на заміну Ан-12 розпочалась ще в кінці 1970-х років. Проте, через неясність вимог до літака, технічне завдання було погоджене аж у 1987 році. Розробка велась під керівництвом Олега Богданова й Петра Балабуєва. В червні 1993 року прем'єр-міністри України Леонід Кучма та Росії Віктор Черномирдін підписали угоду про спільну розробку й виробництво літака Ан-70. Виготовлення першого прототипу завершилось у січні 1994 року.
Перший політ Ан-70, пілотований екіпажем С. В. Максимова, здійснив 16 грудня 1994 року з аеродрому Київського авіазаводу в Святошині. 10 лютого 1995 року, під час одного з випробувальних польотів, дослідний Ан-70 зіткнувся в повітрі з Ан-72, який його супроводжував. В результаті катастрофи екіпаж Ан-70 (С. Максимов, В. Лисенко, В. Непочатих, П. Скотніков, А. Кострикін, М. Березюк і А. Горилицев) загинув, а пілотам Ан-72 вдалось успішно посадити пошкоджений літак. У грудні 1996 року виготовлено другий прототип. Спочатку його планувалось використовувати для статичних випробовувань, але через катастрофу першого прототипу його задіяли для льотних випробовувань. Свій перший політ другий прототип здійснив 24 квітня 1997 року.
У серпні 1997 року літак був представлений на міжнародному авіасалоні МАКС-97, а в 2000 також виставлявся на авіасалонах в Берліні і Чжухай (Китай).
У 1999 році розпочались спільні державні і сертифікаційні випробовування. За їх планом літак мав пройти випробовування в умовах низької температури. Для цього літак був направлений до Якутська із плановою посадкою в Омську. 27 січня 2001 року при зльоті з Омського аеропорту на літаку відмовив третій двигун, а через 20-30 секунд — ще й перший. На цей момент літак уже відірвався від землі і вилетів за межі злітно-посадкової смуги. Екіпаж вирішив посадити літак у полі, відразу ж після ЗПС, без випуску шасі. У результаті аварії лише 4 із 33 людей, які перебували на борту, отримали поранення, двох із них направили у лікарню Омська. Літак отримав значні пошкодження: велика тріщина у фюзеляжі за центропланом, пошкодження нижньої частини фюзеляжу (посадка була виконана на «живіт»), пошкодження консолей крила і гвинтовентиляторів двигуна.
Згідно з результатами розслідування причиною аварії стала відмова третього двигуна літака. Відразу після зльоту відбулося збільшення частоти обертання гвинтовентилятора третього двигуна та електронна система управління відімкнула його. При цьому другий ряд лопатей не зафлюгувався внаслідок руйнування трубки підведення мастила в канал управління кроком лопатей у втулці гвинтовентилятора. Цей ряд лопатей продовжував обертатися (відбулась авторотація) створюючи негативну тягу близько п'яти тонн. Екіпаж збільшив потужність решти двигунів, але на цей момент автоматика відімкнула перший з них через нестабільну роботу датчика обертів вільної турбіни. На двох двигунах, на малій швидкості, при наявності негативної тяги і зриву потоку з ділянки крила за незафлюгованими лопатями продовження польоту стало неможливим. Дії екіпажу, який посадив машину з прибраним шасі на засніжене поле біля села Чукреєвка недалеко від омського аеропорту, комісія визнала грамотними й професійними. Пошкоджений літак частинами перевезли на омське виробниче об'єднання «Політ». Там його відновили до льотного стану.
У 2003 році пілот-випробувач В. Горовенко встановив 6 світових рекордів вантажопідйомності.
Випуск перших серійних Ан-70 планувався на 2013 рік.
11 квітня 2014 року завершилися державні випробовування і літак був рекомендований для прийняття на озброєння Міноборони України
19 січня 2015 р. — міністр оборони України генерал-полковник Степан Полторак підписав наказ про прийняття транспортних літаків типу АН-70 на озброєння військово-повітряних сил України..

## Модернізація
Роботи з модернізації бортового устаткування й силової установки Ан-70 за узгодженим із Міністерствами оборони Росії й України технічним завданням були розпочаті «Антоновим» у серпні 2010 р. Завершальний перед початком цих робіт, 625-й, політ Ан-70 № 01-02 (UR-NTK.) відбувся 28 липня 2010. У процесі модернізації на Ан-70 були замінені гвинтовентилятори СВ-27 двигунів Д-27 на вдосконалені, зі збільшеною на 300 мм відстанню між переднім і заднім рядами гвинтів. Завдяки цьому знижено рівень шуму й поліпшено характеристики гвинтовентилятора. Допрацьовано конструкцію двигуна Д-27, дещо змінилися обводи мотогондол. Крім того, застосована модифікована система керування двигуном і гвинтовентилятором, а допоміжну силову установку ТА-12-60 замінено на нову ТА 18-200-70 (розробник та постачальник — ступінське НВО «Аеросила»), здатну працювати в розширеному діапазоні умов експлуатації.
Значної модернізації зазнало бортове радіоелектронне обладнання літака, що пов'язано з переведенням його на сучасну елементну базу й необхідністю виконання нових завдань згідно з уточненими вимогами замовника. У кабіні екіпажу замість індикаторів телевізійного типу (на електронно-променевих трубках) встановлено шість кольорових багатофункціональних рідкокристалічних дисплеїв. Застосований сучасний цифровий навігаційно-пілотажний комплекс «Купол-III» розробки Санкт-петербурзького ЗАТ «Котлін-Новатор» (подібний комплекс встановлюється й на Іл-76МД-90А), а під носовою частиною фюзеляжу з'явилася оглядово-пілотажна оптико-електронна система з телевізійними й тепловізійним каналами.
Електродистанційна система керування літаком зберегла колишню архітектуру, але виконується тепер на новій елементній базі. При цьому математичні моделі та алгоритми, закладені в систему керування літаком і його складовими частинами, не змінилися. Це забезпечило успадкування раніше виконаних етапів випробувань і гарантію зарахування отриманих результатів.
Модернізація бортового устаткування, за словами Дмитра Ківи, дозволила знизити масу порожнього літака приблизно на 500 кг.
Екіпаж модернізованого Ан-70 скоротився з п'яти до чотирьох осіб (два пілоти, штурман і бортінженер — раніше на борту перебував ще й бортрадист).

## Технічний опис

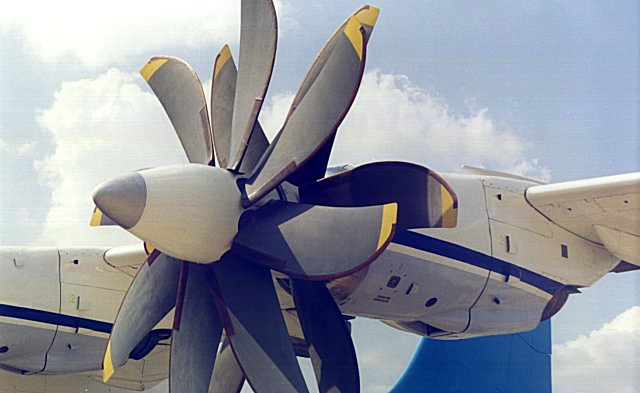
Двигун Д27 з гвинтовентилятором СВ-27

Ан-70 — вільнонесний моноплан суцільнометалевої конструкції з верхнім розташуванням крила. Планер виготовлений із полімерних композиційних матеріалів (близько 25 %) та алюмінієвих і алюмінієво-літієвих сплавів.
Крило — помірної стріловидності  ({\displaystyle \chi } = 14 гр) і великого подовження ({\displaystyle \lambda } = 9.5). Профіль крила надкритичний. Аеродинамічна якість літака на М 0.7 = 14. Передкрилки, закрилки, елерони, інтерцептори й хвостове оперення виготовлені з полімерних композиційних матеріалів. Збільшення підіймальної сили крила відбувається шляхом суперциркуляції та повороту струменів. Суперциркуляція це обдування двигуном, тобто більш швидкісним струменем, ніж швидкість літака. Площа обдування понад 50% площі крила. Поворот струменів це розворот вектора тяги двигунів. У конфігурації КЗП кут розвороту близько 42 градусів. Таким чином підіймальна сила крила подвоюється. Cy ~ 5.6.
Злітне положення закрилків – 25 град, основний посадковий режим – 35 град., посадка КЗП – 60 град.
Для захисту від відриву потоку на носку стабілізатора відхиляється дефлектор. Він випускається автоматично в разі випуску закрилків на кут понад 45 градусів.
Шасі Ан-70 — трьохопорне, з двома головними і одною передньою опорами. При польоті усі три опори прибираються, основні — у гондоли обабіч фюзеляжу, а передня — у відсік під кабіною екіпажу. Передня опора шасі двоколісна, а основні — шестиколісні. Розраховані на роботу з ґрунту з міцністю  {\displaystyle \sigma } = 6 кг/см2.
Силова установка складається з 4 гвинтовентиляторних двигунів Д-27 потужністю 13880 к.с. Кожен двигун оснащений двома співвісними гвинтовентиляторами СВ-27 діаметром 4,5 м. Передній гвинт має 8 лопатей, задній - 6 лопатей.
Система керування літаком: основна система цифро-аналогова електродистанційна, резервна - гідродистанційна система управління. Аналогова система має 4-х кратне резервування, цифрова – 3-х кратне.
Основний режим забезпечує поліпшення стійкості та керованості, обмеження крену, кута атаки і бокового перевантаження, інтегральні закони керування в каналах тангажу і крену.
Замість бічної ручки (Airbus) використовуються два пов'язаних між собою мініштурвали. Хід мініштурвала за тангажем - 17 см, за креном - 7 см, хід педалей - 7 см. Інтегральний закон управління підключається автоматично при відриві літака від ЗПС та працює до торкання ЗПС на посадці. Порівняно із звичайним пропорційним управлінням, інтегральний закон усуває залишкову помилку управління та підвищує його стійкість. У каналі тангажу інтеграл забезпечує задані градієнти ходу штурвала {\displaystyle X^{ny}} та зусиль {\displaystyle P^{ny}} з перевантаження, не допускає перевищення максимального навантаження та кута атаки, автоматично балансує літак при нейтральному штурвалі, відбиває збурювальні моменти від випуску/прибирання закрилків, зміни режиму роботи двигунів, забезпечує виконання віражу при нейтральному по тангажу штурвалі, забезпечує стійкість за швидкістю. У каналі крену кожному куту відхилення штурвала відповідає задана кутова швидкість крену.
Первинна система електропостачання змінного струму і змінної частоти (270 - 480 Гц). Вторинне генерування стабільної частоти 400 Гц.
Літак має 4 незалежні гідросистеми та аварійне джерело гідроенергії - вітродвигун.
Всі радіо- та електросистеми літака об'єднані в єдиний цифровий комплекс, який відповідає міжнародному стандарту MIL/STD-1553В. Інформація від комплексу подається на 6 дисплеїв та два індикатори СКІ-77 на лобовому склі. Комплекс пілотажно-навігаційного обладнання літака має інерційну навігаційну систему на лазерних гіроскопах і приймач супутникової навігації ГЛОНАС / NAVSTAR. Ан-70 оснащений бортовою інформаційною системою БАСК-70. Після приземлення система збирає інформацію з близько 8000 датчиків і видає інформацію про стан літака та, при потребі, вказує методи усунення несправностей і перелік необхідних запчастин. Основу оборонного комплексу Ан-70 складає система радіоелектронної боротьби Л-150 «Пастель».
Вантажна кабіна літака обладнана 4-ма електротельферами і 2-ма лебідками. Загальна вантажопідйомність тельферів — 12 тонн.

## Виробництво

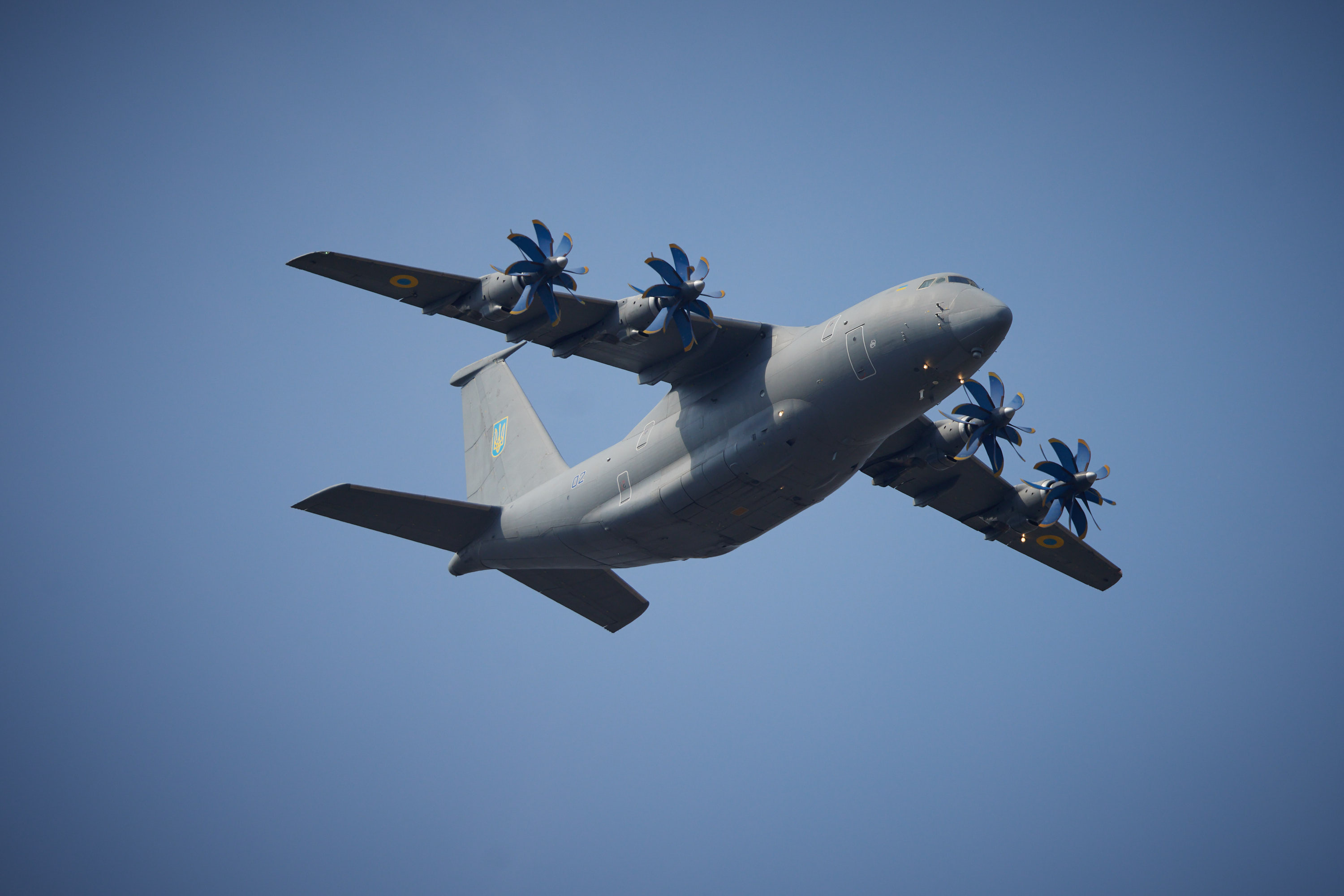
Другий прототип Ан-70 (бн 02) у складі ПС ЗСУ, на параді на честь 30-річчя незалежності України — Київ, 24 серпня 2021 року.

У прес-службі ДП «Антонов» 30 березня 2012 повідомляли, що за підсумками переговорів керівництва ДП і російської «ОАК» досягнуто домовленості про серійне виробництво літака на ДП «Антонов» (Київ) і на ВАТ «ВАЛТ» (Воронеж, РФ).
Згідно з новою схемою промислової кооперації українська сторона забезпечить виготовлення й поставку крила в зборі (консоль, механізація крила, пілони навішування двигунів і мотогондол) і двигунів Ан-70, російська — виготовлення агрегатів планера, фюзеляжу і остаточне складання літака.

## Екземпляри
Станом на 2022 рік побудовано три одиниці: перший прототип побудовано 1994 року (розбився у 1995), другий прототип побудовано 1996 року (заводський номер 770102, серійний — 01-02, у 1997 році отримав реєстраційний код UR-NTK, якій 2013 року був змінений на UR-EXA). При передачі до ПС ЗСУ 2015 року отримав бортовий номер 02, у строю. Третій прототип побудовано 1996 року (заводський номер 0103, серійний номер 01-03) для статичних випробувань. Ще два літаки замовлені і будуються (фактично заморожені) — літак з заводським номером 0104, серійним 01-04, та літак з заводським номером 0105, серійним 01-05.

## Технічні характеристики
Джерело: Офіційний сайт ДП «АНТОНОВ»
Основні характеристики
- Екіпаж: 3-5 осіб
- Пасажиромісткість: 

  - 300 десантників або
  - 206 пацієнтів на ношах
- Вантажопідйомність: 

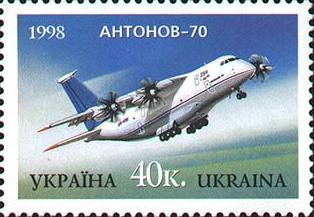
Ан-70 на поштовій марці 1998

  - звичайний зліт/посадка (бетон-ґрунт): 47 000 кг
  - короткий зліт/посадка (ґрунт): 20 000 кг
- Довжина: 40,73 м
- Висота: 16,38 м
- Розмах крила: 44,06 м

- Нормальна злітна маса: 123 000 кг
- Максимальна злітна маса: 130 000 кг
- Маса палива у внутрішніх баках: 37 500 кг
- Силова установка: 4 × Гвинтовентиляторний Д-27  14 000 к. с. ( 10 300 кВт.)
- Повітряний гвинт: СВ-27
- Діаметр гвинта: 4,5 м
- Допоміжна силова установка: 1 × газотурбінна ТА-18

Вантажний відсік
- довжина: 19,10 м (з рампою — 22,40 м)
- ширина: 4,8 м (підлоги — 4,0 м)
- висота: 4,1 м

Льотні характеристики
- Максимально допустима швидкість: 800 км/год
- Максимальна швидкість: 780 км/год
- Крейсерська швидкість: 700—750 км/год
- Практична дальність: 1350 км
- Перегінна дальність: 8800 км
- Довжина розгону: 800 м (короткий зліт), 1800 м (нормальний зліт)
- Довжина пробігу: 600 м (коротка посадка), 1550 м (нормальна посадка)

## Модифікації
- Ан-70-100 — проєкт літака з екіпажем з 2 осіб. Відрізняється складом обладнання.
- Ан-70Т — проєкт цивільного транспортного літака. Відрізняється відсутньою спецобладнання для десантування військ і техніки. Екіпаж скорочений до 2-3 осіб.
- Ан-70Т-100 — проєкт цивільного транспортного літака з 2 двигунами Д-27.
- Ан-70Т-200 — проєкт літака з 2 двигунами НК-93.
- Ан-70Т-300 — проєкт експортного літака. Відрізняється 2 двигунами CFM56-5A1 і західною авіонікою.
- Ан-70Т-400 — проєкт експортного літака з 4 двигунами CFM56-5A1.
- Ан-70ТК — проєкт конвертованого вантажно-пасажирського літака.
- Ан-171 — проєкт літака з подовженим фюзеляжем і крилом більшого розмаху. Розроблений у кінці 80-х років.
- Ан-77 — проєкт є глибокою модернізацією гвинтовентиляторного середнього військово-транспортного літака короткого зльоту і посадки Ан-70 під двигуни CFM56-5А1 і авіоніку світових виробників.
- Ан-188 — проєкт військово-транспортного літака з чотирма турбореактивними двигунами.

## Аварії та катастрофи
За даними на лютий 2011 року було втрачено один літак типу Ан-70.
| Дата       | Бортовий номер | Місце аварії чи катастрофи | Жертви | Короткий опис |
| ---------- | -------------- | -------------------------- | ------ | --- |
| 10.02.1995 | UR             | Гостомель                  | 7 / 7  | Дослідний Ан-70 зіткнувся в повітрі з Ан-72, який його супроводжував.                                                            |
| 27.01.2001 | UR-NTK         | Омськ                      | 0 / 33 | При зльоті з аеропорту в літака відмовив третій двигун, а через 20-30 секунд відмовив ще й перший двигун. (Літак відремонтовано) |

## Галерея
Ан-70 на МАКС-2013:
|  |  |  |
|  |  |  |

|  |  |  |
|  |  |  |

## Як боротьба з флатером погіршила компонування Ан 70
Це сталося під час затвердження технічних умов на аеродинамічне компонування літака. Заступник Генерального конструктора Петро Балабуєв зажадав від начальника відділу аеродинаміки Анатолія Леоненка змінити подовження крила з 9 до 11. Генеральний конструктор Олег Антонов, який на той момент фактично передав керівництво створенням літака заступнику, поставив ствердний підпис.
Випробування моделі зі зміненим компонуванням крила в аеродинамічній трубі засвідчили, що для виключення флатера необхідно в кожну кінцівку крила розмістити вантажі по 300 кг. Тоді Балабуєв вирішив, що замість розміщення додаткових вантажів будуть пересунуті двигуни ближче до кінцівки крила. На всіх антонівських літаках відстань від осі симетрії до крайнього двигуна не перевищувала 50% довжини консолі крила. На Ан 70 вона становила 65%.

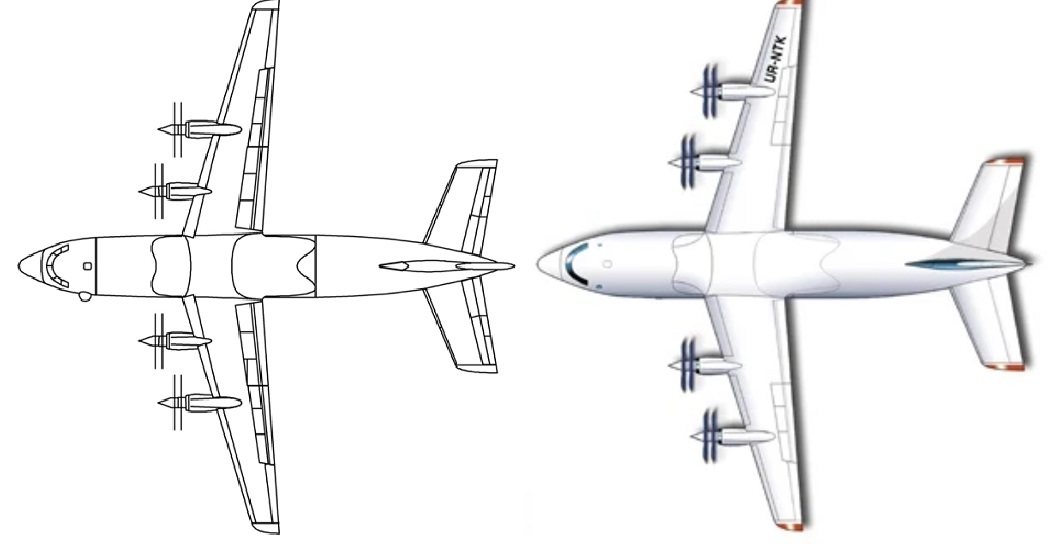
Зліва Виріб "77" (Кодова назва Ан 70 під час розроблення), один із початкових варіантів компонування Праворуч Літак Ан 70

Переміщення двигунів ближче до кінцівок крила призвело до збільшення шляхового розгортального моменту в разі відмови двигуна. Це призвело до зростання еволютивних швидкостей, а отже, і потрібних злітних і посадкових дистанцій.
Щоб збалансувати шляховий момент, було збільшено площу кіля (з 35.4 до 48 кв.м) шляхом збільшення подовження. У результаті погіршилися флатерні характеристики керма напрямку. Щоб утримувати його від коливань у кіль винесли сервоприводи від усіх чотирьох гідросистем.

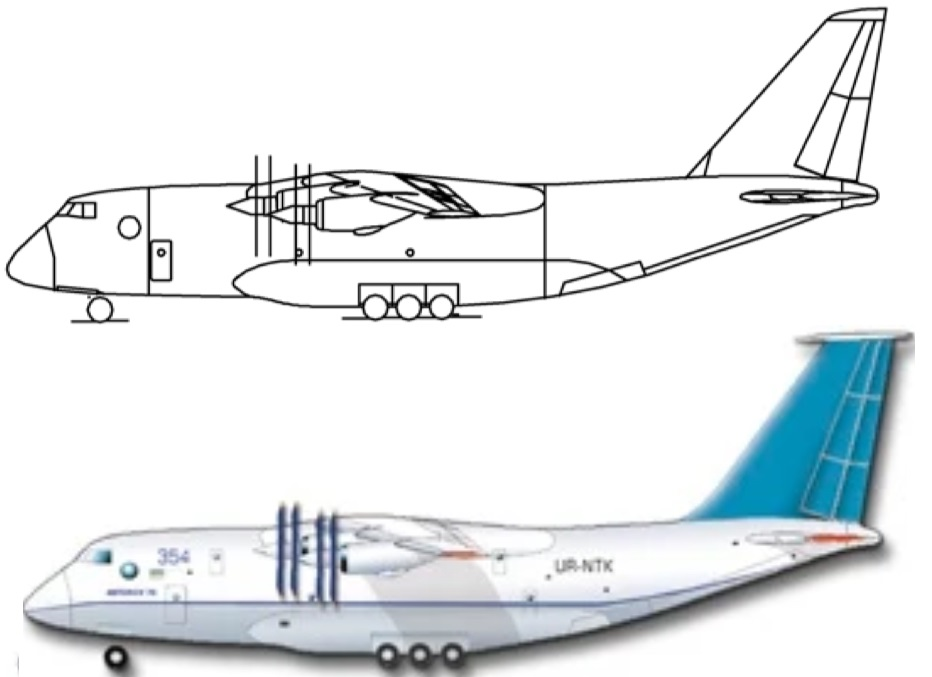
Зміна кіля літака

Збільшення площі кіля виявилося недостатнім для балансування шляхового моменту в разі відмови крайнього двигуна на зльоті. Довелося запровадити систему "зрізання тяги", яка в цьому разі автоматично зменшувала тягу крайньому двигуну з протилежного боку.
Через проблеми, що виникли з міцністю, подовження крила змушені були зменшити до величини 9.4 (тобто практично до вихідної величини), але двигуни на місце не повернули (Балабуєв дуже ревниво ставився до своїх ідей).

## Виноски
1. ↑  Перші серійні АН-70 будуть побудовані в 2012 р. Архів оригіналу за 30 квітня 2010. Процитовано 14 серпня 2009.
2. ↑  "Антонов" відклав постачання Ан-70 на 2013 рік. УНІАН. 3 березня 2011. Архів оригіналу за 12 березня 2011. Процитовано 29 травня 2021.
3. ↑  Україна завершила держвипробування Ан-70, літак готовий до прийняття на озброєння ЗС України. Інтерфакс-Україна. 11 квітня 2014. Архів оригіналу за 5 березня 2016. Процитовано 25 січня 2022.
4. ↑  http://narodka.com.ua/13513-na-ozbroyennya-prijnyato-an-70 [Архівовано 22 січня 2015 у Wayback Machine.] На озброєння прийнято Ан-70
5. ↑  https://www.ni.com/en/shop/labview/pid-theory-explained.html
6. ↑  Архівована копія. Архів оригіналу за 1 квітня 2012. Процитовано 30 березня 2012.{{cite web}}:  Обслуговування CS1: Сторінки з текстом «archived copy» як значення параметру title (посилання) [Архівовано 2012-04-01 у Wayback Machine.]
7. ↑  Антонов Ан-70 Бортовой №: 02. RUSSIANPLANES.NET. Процитовано 6 серпня 2022.
8. ↑  Ан-70 повернувся у небо після тривалої стоянки 25 Липня, 2021
9. ↑  САМОЛЁТЫ АНТОНОВ АН-70 - РЕЕСТР. RUSSIANPLANES.NET. Процитовано 6 серпня 2022.
10. ↑  Ан-70 / Середній військово-транспортний літак короткого зльоту та посадки. www.antonov.com. ДП Антонов. Архів оригіналу за 28 липня 2012. Процитовано 1 квітня 2016.
11. ↑  Архівована копія. Архів оригіналу за 18 січня 2011. Процитовано 12 березня 2011.{{cite web}}:  Обслуговування CS1: Сторінки з текстом «archived copy» як значення параметру title (посилання)
12. ↑  А.П. Леоненко "Самолёт  Ан-70" – закат "Антонова"? (из воспоминаний) Заваловка – Киев - 2023